# Bernat IV d'Armanyac
Bernat IV d'Armanyac, nascut el 1136, mort el 1193, comte d'Armanyac i de Fezensac de 1160 a 1193 fou fill de Guerau III d'Armanyac, comte d'Armanyac i consort de Fesenzac, i d'Anisel·la, comtessa de Fesenzac.
Va lluitar contra el seu cunyat Guerau de Labarta, arquebisbe d'Auch.
S'havia casat cap a 1150 amb Estevaneta de Labarta, però no va tenir un fill fins que portaven vint anys de matrimoni; aquest fill fou Guerau IV (1170 † 1215); abans del seu naixement, i desesperant de tenir un successor, havia designat com a hereu el seu nebot Bernat de Lomanha (1155 † 1202). El 1182, li va donar en herència el vescomtat de Fesenzaguet.